# Bouxières-aux-Bois
Bouxières-aux-Bois is een gemeente in het Franse departement Vosges (regio Grand Est) en telt 121 inwoners (2009). De plaats maakt deel uit van het arrondissement Épinal.

## Geografie
De oppervlakte van Bouxières-aux-Bois bedraagt 7,7 km², de bevolkingsdichtheid is dus 15,7 inwoners per km².
De onderstaande kaart toont de ligging van Bouxières-aux-Bois met de belangrijkste infrastructuur en aangrenzende gemeenten.

## Demografie
Onderstaande figuur toont het verloop van het inwonertal (bron: INSEE-tellingen).